# Tei (Malla)
Tei és una masia de Malla (Osona) inclosa a l'Inventari del Patrimoni Arquitectònic de Catalunya.

## Descripció
Edifici civil. Masia de planta basilical amb la façana orientada a migdia. El portal és format per dovelles i constitueix un arc de mig punt peraltat. Al damunt d'aquest i dins el cos central s'obren unes galeries d'arc de mig punt rebaixat. La casa no manté cap llinda de pedra llevat del portal, ja que els arcs són de totxo. Al davant es forma una lliça amb un portal d'accés. Està envoltada per dependències agrícoles. L'estat de conservació és força bo malgrat que caldrien algunes reformes a la façana. Es troba a tocar del terme de Taradell. A pocs metres hi ha una masoveria del mas, que vull dia es troba abandonada.

## Història
Desconeixem l'antiguitat d'aquest mas però és interessant pel tipus de planta i alçat, que obeeixen a una estructura basilical.
L'única data constructiva es troba al portal de la lliça: 1801.